# Таймирський Долгано-Ненецький район
Таймирський (Долгано-Ненецький) муніципальний район (рос. Таймырский (Долгано-Ненецкий) муниципальный район) — адміністративно-територіальна одиниця з особливим статусом муніципальний район Красноярського краю Росії. Адміністративний центр і єдине місто району — місто Дудінка (21, 5 тис. осіб). Район розташований на території Таймирського півострова.
Місто Норильськ і смт Снєжногорськ хоча й оточені територією району, є територією «Єдине муніципальне утворення „місто Норильськ“», яка адміністративно підпорядкована безпосередньо Красноярському краю.
Площа 879 929 км². Населення 32,3 тис. осіб (2017), щільність населення: 0,04 осіб/км² (2017), частка міського населення: 66,2 % (2005).
Муніципальний район був утворений у 2006 році замість колишнього Таймирського (Долгано-Ненецького) автономного округу, який був ліквідований 1 січня 2007 року в результаті референдуму, проведеного 17 квітня 2005 року, і Таймирський район увійшов до Красноярського краю.
Район розташований за Північним полярним колом. На його території розташована найпівнічніша точка Росії, а також найпівнічніша точка континентальної Азії — мис Челюскіна.
Найбільші річки: Єнісей, Хатанга, Пясіна.

## Муніципальні утворення
У 2006 році на території району існували 4 муніципальних утворення:
- міське поселення селище Діксон (колишній Діксонський район)
- міське поселення Дудінка (колишня Дудінська міськрада)
- сільське поселення село Караул (колишній Усть-Єнісейський район)
- сільське поселення село Хатанга (колишній Хатанзький район)

## Демографія
| | перепис 1939    | перепис 1959    | перепис 1970    | перепис 1979    | перепис 1989    | перепис 2002    | перепис 2010  |  |
| долгани1 | 3971 (13,8 %)   | 3934 (11,8 %)   | 4344 (11,4 %)   | 4338 (9,7 %)    | 4939 (8,9 %)    | 5517 (13,9 %)   | 5393 (15,7%)  |  |
| ненці | 2523 (8,8 %)    | 1878 (5,6 %)    | 2247 (5,9 %)    | 2345 (5,2 %)    | 2446 (4,4 %)    | 3054 (7,7 %)    | 3494 (10,2%)  |  |
| енці2 | 2523 (8,8 %)    | 1878 (5,6 %)    | 2247 (5,9 %)    | 2345 (5,2 %)    | 103 (0,2 %)     | 197 (0,5 %)     | 204 (0,6%)    |  |
| нганасани3 | 2523 (8,8 %)    | 682 (2,0 %)     | 765 (2,0 %)     | 746 (1,7 %)     | 849 (1,5 %)     | 766 (1,9 %)     | 747 (2,2%)    |  |
| евенки | 563 (2,0 %)     | 412 (1,2 %)     | 413 (1,1 %)     | 338 (0,8 %)     | 311 (0,6 %)     | 305 (0,8 %)     | 266 (0,8%)    |  |
| росіяни | 16 931 (59,0 %) | 21 799 (65,3 %) | 25 465 (66,9 %) | 30 640 (68,2 %) | 37 438 (67,1 %) | 23 348 (58,6 %) | 17232 (50,1%) |  |
| Інші | 4723 (16,5 %)   | 4677 (14,0 %)   | 4826 (12,7 %)   | 6546 (14,6 %)   | 9717 (17,4 %)   | 6629 (16,7 %)   | 7096 (20,4%)  |  |
| Примітки: 1. У 1939 і 1959 роках долгани рахувалися разом з якутами. 2. У 1939, 1959, 1970 і 1979 роках енці рахувалися разом з ненцями. 3. У 1939 році нганасани були об'єднані з ненцями. |                 |                 |                 |                 |                 |                 |               |  |